# Price Cobb

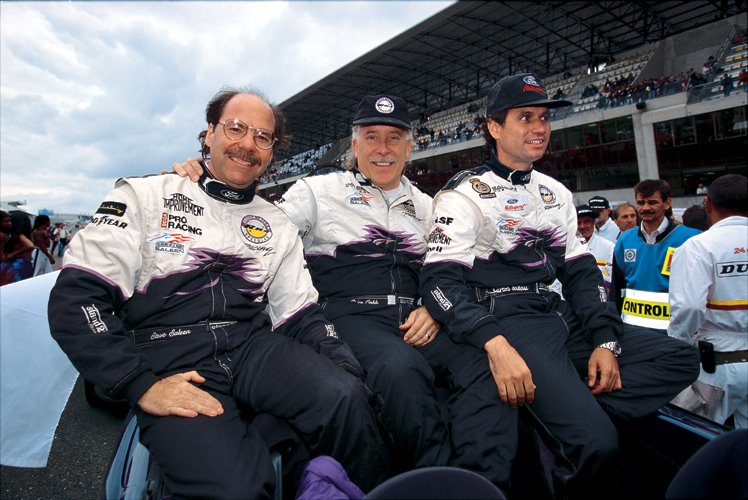
Price Cobb (midden) met Steve Saleen (links) en Carlos Palau (rechts) bij de 24 uur van Le Mans in 1997.

Price Cobb (Dallas, Texas, 10 december 1954) is een Amerikaans autocoureur. In 1990 won hij, samen met John Nielsen en Martin Brundle, de 24 uur van Le Mans.

## Carrière
Cobb begon zijn autosportcarrière in het formuleracing in Noord-Amerika. In 1976 werd hij achter Gilles Villeneuve tweede in de Amerikaanse Formule Atlantic. In 1978 werd hij in dezelfde klasse derde achter Howdy Holmes en Keke Rosberg. In 1983 werd hij tweede in de Formule Vee.
In 1984 stapte Cobb over naar de langeafstandsracerij. Vanaf dat jaar kwam hij uit in het IMSA GT Championship. In 1985 behaalde hij zijn eerste overwinning tijdens de 500 km van Columbus. Hij deelde in deze race zijn Porsche 962 met Drake Olson. In 1986 werd hij achter Al Holbert tweede in het kampioenschap met overwinningen op de Riverside International Raceway (met Rob Dyson), de Charlotte Motor Speedway (met Olson) en de Sears Point International Raceway (met Dyson). Verder stond hij nog vijf keer op het podium. In 1987 werd hij opnieuw tweede in dit kampioenschap, terwijl hij in 1988 derde werd. Dat jaar werd hij ook derde in het All-Japan Sports Prototype Championship.
In 1986 deed Cobb voor het eerst mee aan de 24 uur van Le Mans. Voor het team Liqui Moly Equipe reed hij in een Porsche 956 GTi, waarmee hij samen met Mauro Baldi en Rob Dyson negende werd in de race. In 1988 stapte hij over naar het fabrieksteam van Jaguar. In 1990 won hij de race in een Jaguar XJR-12 met John Nielsen en Martin Brundle als co-coureurs. Cobb was tot 2007 actief als coureur. In 1998 en 1999 was hij kortstondig eigenaar van zijn eigen team in de Indy Racing League, genaamd Cobb Racing, dat reed met onder meer Roberto Guerrero en Jim Guthrie als coureurs.